# Ledecký potok
Ledecký potok je levostranný přítok řeky Vlkavy v okrese Mladá Boleslav. Je dlouhý 5,15 km, plocha povodí je nezjištěna.

## Průběh toku
Ledecký potok je nejsevernějším z levostranných přítoků Vlkavy, které odvodňují západní část lesního komplexu táhnoucího se od obce Vlkava až po obec Ledce, podle které byl pojmenován. Potok pramení v mocných kvartérních štěrkopískových vrstvách ve východní části katastru Ledce asi 100 m od severního okraje lesa mezi Seleticemi a Prodašicemi. Na mapě prvního vojenského mapování je v těchto místech zakreslen malý pramenný rybník, který však časem zanikl.
Dnes teče potok prvních 1500 m západním směrem a tvoří při tom hranici lesa. Na jihovýchodním okraji Ledců napájí Písečný rybník, který je největší z průtočných rybníků vybudovaných na potoce. Na jihozápadním okraji obce je na potoce menší Konopný rybník, jehož severní břeh tvoří hranici Přírodního parku Jabkenicko. Potok dále teče lesem, kde napájí nejprve malý rybníček Bumbálka a nakonec je zdrojem vody pro Kopecký rybník. Po opuštění Přírodního parku Jabkenicko teče potok severozápadním směrem mezi poli regulovaným korytem až po ústí do Vlkavy. Tato část potoka nemá pravidelný průtok vody a v letních měsících často zcela vysychá.